# Terate menopon
Terate menopon är en stekelart som beskrevs av Nixon 1943. Terate menopon ingår i släktet Terate och familjen bracksteklar. Inga underarter finns listade i Catalogue of Life.